# Pierre Schiélé
Pierre Schiélé (francès: Pierre Schielé)  (Dombasle-sur-Meurthe, 5 de juliol de 1925 - Ottrott, 27 de juliol de 2011) fou un polític alsacià. Va treballar com a mestre i fou alcalde de Thann de 1956 a 1989. També fou senador pel Baix Rin per Unió Centrista-UDF de 1968 a 1995 i president del Consell Regional d'Alsàcia de 1976 a 1980.
| Precedit per: André Bord | President del Consell regional d'Alsàcia 1976 - 1980 | Succeït per: Marcel Rudloff |